# Brötchentütennavigation
Brötchentütennavigation (auch Bäckernavigation genannt, in Anlehnung an die nicht mehr gebräuchliche Decca-Navigation) ist ein scherzhafter Begriff aus der Sportschifffahrt und bezeichnet die Navigation in unbekannten Gewässern auf Sportbooten ohne Kompass, Sextant, Radar, Funknavigation, GPS und dergleichen. Der Begriff entstand unter Seglern in der dänischen Südsee und rührt von der Vorstellung (bzw. dem Erleben) her, dass man – oft etwas angetrunken – abends in irgendeinen kleinen Hafen einläuft und erst am nächsten Morgen beim einheimischen Bäcker anhand des Aufdrucks auf der Brötchentüte erfährt, wo man sich befindet. Zusätzlich wird oft eine Seekarte verwendet, um festzustellen, wo dieser Ort genau lokalisiert ist. Dies ist insbesondere notwendig, da an Hafeneinfahrten normalerweise keine Ortstafel angebracht ist.
Diese Art der Navigation ist – zumindest bei stabilen Großwetterlagen und den in der westlichen Ostsee sehr dicht platzierten Seezeichen – durchaus möglich. Im Hochsommer sind in bestimmten Abschnitten so viele Sportboote unterwegs, dass ein Hinterherfahren reicht, um den nächsten Hafen zu erreichen.
Gebräuchlich ist dieser Begriff in seiner französischen Übersetzung navigation à la boulangerie bei scheinfreien Bootswanderern auf den Binnenwasserstraßen in Frankreich. Dort wird dann aber meist eine Straßenkarte zu Hilfe genommen.
Etwas Ähnliches gab es bei den Flugzeugpiloten zur Zeit des Ersten Weltkrieges. Wenn diese nicht mehr wussten, wo sie waren, flogen sie zu einem kleinen, nicht überdachten Bahnhof und lasen dort die Ortsnamen. Von Hubschrauberpiloten, ob zivil oder militärisch, wurde diese Art der Positionsfeststellung auch noch in jüngster Vergangenheit berichtet, allerdings vermehrt mit dem Ablesen von Ortstafeln oder Autobahnwegweisern.
Der Begriff steht allegorisch für sich treiben lassen („Der Weg ist das Ziel“).